# Joanie Madden

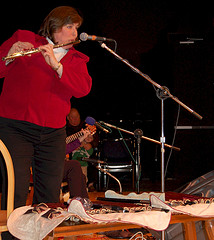
Joanie Madden

Joanie Madden is leidster en oprichtster van Cherish the Ladies, een Iers-Amerikaanse traditionele muziekgroep in de Verenigde Staten. Zij is geboren in New York maar haar ouders zijn afkomstig uit County Clare en County Galway in Ierland.  Haar vader is een Ierse accordeonkampioen. Zij kreeg tin whistleles van Jack Coen en vijf jaar later werd zij daarmee wereldkampioen, ook op de concertfluit. In 1997 werd zij de Traditionele Musicus van het Jaar voor haar bijdrage aan het bevorderen en bewaren van de Ierse cultuur. Zij heeft aan meer dan honderd albums meegewerkt, waaronder aan albums van Pete Seeger en Sinead O'Connor, drie werden met een Grammy Award bekroond. Zelf heeft zij drie soloalbums: A Whistle on the Wind, Song of the Irish Whistle en Song of the Irish Whistle 2 op haar naam staan.

## Discografie van Cherish The Ladies
- Cherish the Ladies (1985)
- The Back Door (1992)
- Out and About (1993)
- New Day Dawning (1996)
- Live (Cherish the Ladies album)|Live! (1997)
- One and All: The Best of Cherish the Ladies (1998)
- Threads of Time (Cherish the Ladies album)|Threads of Time (1998)
- At Home (Cherish the Ladies album)|At Home (1999)
- The Girls Won't Leave the Boys Alone (2001)
- On Christmas Night (2004)
- Woman of the House (2005)

## Soloalbums
- A Whistle on the Wind
- Song of the Irish Whistle
- Song of the Irish Whistle 2